# Supertaška
Supertaška (v anglickém originále Trapper Keeper) je dvanáctý díl čtvrté řady amerického komediálního animovaného televizního seriálu Městečko South Park.

## Děj
Eric se vytahuje, že má lepší tašku než Kyle. Ve školním autobuse však kluci od Billa Cosbyho zjistí, že Ericova supertaška bude chtít v blízké budoucnosti zničit lidstvo. Eric ji tedy vydá, ale matka mu koupí novou, jenže Eric nesmí mít žádnou supertašku, ale Eric se té druhé už nechce vzdát. Připojí supertašku na nabíječku a ta začne pohlcovat počítačové procesory a další věci včetně Erica. Mezitím v mateřské školce probíhají volby předsedy třídy, na které dohlíží pan Garrison, který zase může učit, byť jen v mateřské školce. Nominováni byli pouze Ike Broflovski a Filmore, nicméně hlasování se z různých důvodů protáhne. Filmorovi přijede pomoct jeho teta Rosie O'Donnellová, ale pan Garrison se na ní zlobí, protože si podle něj hraje na někoho lepšího. O'Donnellová se naštve a jede zmobilizovat více novinářů, právníků a politiků. Cestou jí však pohltí supertaška, mající podobu Erica. Supertašce se z ní udělá špatně a Kyle jí vyřadí z provozu. Eric poděkuje Kyleovi za záchranu života. Volby v mateřské školce, na které dohlížejí právníci, nakonec skončí, protože Filmore odstupuje. Ike se stává předsedou třídy a dětičky si jdou malovat, čímž uleví panu Garrisonovi, který se už volbami nemusí dál zabývat.